# Intervallum
Az intervallum latin szó, eredetileg közt, közbeeső helyet vagy bármely más közbeeső térbeli vagy időbeli dolgot jelöl. A zenében például intervallum a hangköz.

## Fogalma a matematikában
A matematikában az intervallum azoknak a számoknak a halmaza, amik két adott szám közé esnek. Megkülönböztetünk zárt és nyílt intervallumokat aszerint, hogy a határoló számok beletartoznak (zárt) vagy sem (nyílt).

## Elemi matematika
Az elemi matematikában az intervallum a valós számok egy „összefüggő” részhalmaza.
Formálisan:
- zárt intervallum: {\displaystyle [a,b]=\{x|a\leq x\leq b\}\,}
- nyílt intervallum: {\displaystyle ]a,b[=\{x|a<x<b\}\,}

Tehát a nyílt intervallum nem tartalmazza az a és b számokat, a zárt pedig tartalmazza.
Hasonlóan lehet értelmezni az egyik oldalról nyílt, másik oldalról zárt intervallumokat. Például {\displaystyle [a,b[=\{x|a\leq x<b\}} egy balról zárt, jobbról nyílt intervallum.
Szokás csak egy oldalról korlátos intervallumokról beszélni, és ezeket a végtelenig tartó nyílt intervallumként jelölni: {\displaystyle ]a,\infty [=\{x|a<x\}}; {\displaystyle ]-\infty ,b]=\{x|x<=b\}}.
A nyílt intervallum régebben szokásos jelölése az {\displaystyle (a,b)}. Hasonlóan a félig zárt, félig nyílt intervallum {\displaystyle [a,b)}-vel jelölhető.
Az {\displaystyle [a,a]=\{a\}} intervallumot néha degenerált intervallumnak nevezik. Az üres halmaz is intervallum.

## Topológia
A topológiában az intervallumok éppen a valós számok összefüggő részhalmazai. A zárt intervallumok zárt halmazok, a nyílt intervallumok nyílt halmazok. A félig nyílt, félig zárt intervallum általában se nem nyílt, se nem zárt halmaz, de a {\displaystyle \infty )} oldal egyszerre teljesíti a nyílt és a zárt halmazok kritériumait is , így például {\displaystyle [a,\infty )} zárt halmaz.

## Halmazelmélet
A fenti definíciók természetes módon kiterjeszthetőek tetszőleges részbenrendezett halmazra.

## Intervallum-aritmetika
Az intervallumok egyik gyakorlati alkalmazása a kerekítési hibák kezelése, ahol pontos értékeket helyett a lehetséges értékek intervallumaival számolunk. Ahogy a kerekítési hibák a műveletek során nőnek, úgy lesznek egyre nagyobbak az intervallumok is.
Az intervallum-aritmetika műveletei a hagyományos műveletek kiterjesztései: ha {\displaystyle \oplus } egy folytonos bináris művelet a valós számokon, akkor tetszőleges T és S korlátos intervallumhoz a {\displaystyle \oplus } intervallumművelet a következő intervallumot rendeli:
{\displaystyle T\oplus S:=\{t\oplus s|t\in T,s\in S\}}
(amely lényegében a {\displaystyle \oplus } művelet által definiált komplexusművelet).
Az alapműveletekre felírva ezt a definíciót a következő intervallumokat kapjuk:
- [a,b] + [c,d] = [a+c, b+d]
- [a,b] – [c,d] = [a-d, b-c]
- [a,b] * [c,d] = [min (ac, ad, bc, bd), max (ac, ad, bc, bd)]
- [a,b] / [c,d] = [min (a/c, a/d, b/c, b/d), max (a/c, a/d, b/c, b/d)] (A 0-t tartalmazó intervallummal való osztás nem értelmezett.)

Az összeadás és a szorzás asszociatív és kommutatív, de nem disztributív, hanem szubdisztributív (annak megfelelően, hogy a kerekítési hiba nem független a műveletek sorrendjétől): Az X(Y+Z) halmaz részhalmaza az XY+XZ halmaznak.
Az intervallum-aritmetikában a relációk definiálása a következő nehézségekbe ütközik. Ha a T és S intervallumokra T < S azt jelenti, hogy T minden eleme kisebb S minden eleménél, és a T ≥ S azt jelenti, hogy T minden eleme nagyobb vagy egyenlő S minden eleménél, akkor a T {\displaystyle \not <} S reláció nem ugyanakkor állna fenn, mint T ≥ S (holott ez egyedi valós számokra teljesül). Célszerű ezért az intervallumok közötti relációkat csak bizonyos intervallumpárokra definiálni (vagy a többire határozatlannak minősíteni). Ha Int az intervallumok halmaza, akkor a (bármely pár esetén értelmezett) R reláció a háromértékű logika szemléletéhez hasonló Int × Int {\displaystyle \rightarrow } {0,1,2} hozzárendelés, ahol a 2 érték a „határozatlan” vagy érték. Ennek megfelelően, ha R tetszőleges, a valós számokon értelmezett reláció, akkor bármely T és S intervallumra T R S:
- igaz, ha tRs igaz minden T-beli t-re és S-beli s-re,
- hamis, ha tRs hamis minden ilyen t-re és s-re,
- határozatlan, máskülönben.